# Campbiure
Campbiure (en francès Cambieure) és un municipi francès situat al departament de l'Aude i a la regió d'Occitània.